# Kongs-Emnerne
Kongs-Emnerne (soms ook Kongsemnerne) is een toneelstuk van de Noor Henrik Ibsen uit 1863.

## Toneelstuk
Het toneelstuk Kongs-Emnerne (Mededingers naar de troon) speelt zich af in de periode 1223 tot 1240 toen er een strijd heerste om het koningschap van Noorwegen tussen Haakon IV van Noorwegen en Skule Bårdsson met een rol voor bisschop Nikolaus Arnesson. Het stuk ging in première in het Christiania Theater, dat in 1899 sloot. Het toneelstuk kon model staan voor de strijd tussen de schrijver en toneelregisseur Bjørn Bjørnson, baas van het Christiania Theater en later het Nationaltheatret, waar het toneelstuk op 10 oktober 1900 voor het eerst op de planken kwam. Het stuk kwam daar in 1921, 1938, 1958, 1973, 1996 en 2005 nog terug.

### Rolverdeling
- Håkon Håkonsson, (aankomend) koning van Noorwegen
- Inga van Varteig, Håkons moeder
- Skule Bårdsson, Noors edelman en aanstaande schoonvader van Håkon
- Ragnhild, vrouw van Skule
- Sigrid, zuster van Skule
- Margrete, dochter van Skule en aanstaande vrouw van Håkon
- Guthorm Ingesson
- Sigurd Ribbung
- Nikolas Arnesson, bisschop van Oslo
- Dagfinn de boer, Håkons bewaker
- Ivar Bodde, Håkons kapelaan
- Vegard Vaeradal, beveiliger
- Gregorius Jonsson, edelman
- Paul Flida, edelman
- Ingebjorg, vrouw van Anders Skialdarband
- Peter, zoon van Ingebjorg, priester
- Sira Viljam, kapelaan van bisschop Nikolas
- Sigard van Brabant, dokter
- Jatgeir, dichter van IJsland
- Baard Bratte, hoofdman uit de omgeving van Trondheim

## Muziek
Het toneelstuk werd ook opgevoerd gedurende een vijftigtal keer uitgevoerd in het najaar 1921/voorjaar 1922. De uitvoeringen gingen gepaard met muziek gecomponeerd door de huiscomponist/dirigent van het Nationaltheatret Johan Halvorsen, dat min of meer bekend werd onder de titel Nonnenkoor. Halvorsen schreef muziek voor zangers (sopranen, alten en tenoren) en orgel. Na de voorstellingen gingen de manuscripten in een map, om er pas na de dood van de componist weer uit te komen. Ze werden opgeslagen in de Staatsbibliotheek van Noorwegen.